# Université de Santo Tomas
L'université de Santo Tomas (University of Santo Tomas ou université de Saint Thomas) est une université pontificale et royale fondée à Manille (Philippines) le 28 avril 1611 par l'archevêque espagnol Miguel de Benavides. Actuellement, en nombre d'étudiants, c'est la plus grande université catholique du monde. Elle possède les statuts fondateurs les plus anciens de toutes les Philippines. C'est la plus ancienne université d'Asie. Elle est la plus vieille université d'Asie et a été longtemps la plus grande université catholique en un seul campus du monde. Son niveau d'excellence la fait compter parmi les universités les plus prestigieuses des Philippines.

## Présentation
L'université de Santo Tomas offre des enseignements dans de nombreuses disciplines : médecine, arts, sciences humaines, affaires, droit, sciences sociales, théologie, sciences pures et appliquées. Le Conservatoire de musique est le plus ancien des Philippines. 
Elle est la seule université, catholique ou non, à avoir été visitée par trois papes : le pape Paul VI, le 28 novembre 1970, le pape Jean-Paul II, le 18 février 1981 et le 13 janvier 1995 et le pape François le 18 janvier 2015. L'université a célébré son quadricentenaire en 2011.